# Szigorú számadású nyomtatványok
Az ügyiratkezelés során vannak olyan bizonyító erejű dokumentumok, amiket a többitől külön kell kezelni. Ezek a szigorú számadású nyomtatványok, melyek körét a számvitelről szóló 2000. évi C. törvény 168. § szabályozza.

## A szigorú számadásra kötelezett nyomtatványok
"A készpénz kezeléséhez, más jogszabály előírása alapján meghatározott gazdasági eseményekhez kapcsolódó bizonylatokat (ideértve a számlát, az egyszerűsített adattartalmú számlát és a nyugtát is), továbbá minden olyan nyomtatványt, amelyért a nyomtatvány értékét meghaladó vagy a nyomtatványon szereplő névértéknek megfelelő ellenértéket kell fizetni, vagy amelynek az illetéktelen felhasználása visszaélésre adhat alkalmat, szigorú számadási kötelezettség alá kell vonni." (2000. évi C. törvény  a számvitelről)
Minden olyan nyomtatvány ide tartozik tehát, amely készpénzhez kapcsolódik, mert ha illetéktelen kezekbe kerülnek, és visszaélnek velük, a gazdálkodót komoly károk érhetik.
Szigorú számadású nyomtatványok közé tartozik:
- számla,
- készpénzcsekk (készpénz-felvételi utalvány),
- elszámolási utalvány,
- csekkszerződés alapján igényelt csekkfüzet,
- bevételi és kiadási pénztárbizonylat,
- pénztárjelentés,
- pénztárgépnapló
- nyugta,
- perforált szelvényeket tartalmazó nyugtafüzet,
- gépkocsi-menetlevél,
- sorszámozott űrlapok és sorszámozott űrlapokat tartalmazó füzetek,
- értékjegyek, amelyekért a felhasználás során ellenértéket fizetnek,
- kiküldetési rendelvény stb.

## Kezelésük
"A szigorú számadás alá vont bizonylatokról, nyomtatványokról a kezelésükkel megbízott vagy a kibocsátásukra jogosult személynek olyan nyilvántartást kell vezetni, amely biztosítja azok elszámoltatását" (2000. évi C. törvény  a számvitelről)
Az azonosítás szükségessége miatt minden ide sorolt nyomtatvány nyomtatott sorszámmal rendelkezik. Az azonosítási adatot előrenyomva tartalmaznak, a változó adatokat pedig kézzel kell beírni. A felhasználásra való átvételkor és átadáskor nyilatkozatot kell írni, vagy jegyzőkönyvben feljegyezni, a kiadott bizonylatokról pedig összefoglaló nyilvántartást szükséges vezetni.
Elkülönítetten kell kezelni és tárolni őket, és biztosítani több lépéses rendszerben az ellenőrzést.
A készlet és felhasználás nyilvántartását úgy kell vezetni, hogy megállapítható legyen:
- a felhasználó szervezet
- a felhasznált mennyiség (sorszám szerint)
- a nyomtatványok állománya fajtánként
- az állományban bekövetkezett változások sorszám és jogcím szerint
- a felhasználás időpontja[1]

## Megőrzés
A megőrzésről a már említett 2000. évi C törvény 169. §-a rendelkezik.
A könyvviteli elszámolást közvetlenül és közvetetten alátámasztó számviteli bizonylatot (ideértve a főkönyvi számlákat, az analitikus, illetve részletező nyilvántartásokat is), legalább 8 évig kell olvasható formában, a könyvelési feljegyzések hivatkozása alapján visszakereshető módon megőrizni.